# کاژغونه
کاژغونه یا کاجغونه به گویش کاشمری: کِژغَنَه، کِجغَنَه نام روستایی از توابع بخش فرح‌دشت شهرستان کاشمر در استان خراسان رضوی است. این روستا در دهستان رزق‌آباد قرار دارد و برپایه سرشماری سال ۱۳۹۵ جمعیت آن ۳۲۴ نفر (۱۰۴ خانوار) است.